# Верхнее Мальцево (Сасовский район)
Ве́рхнее Ма́льцево — село в Сасовском районе Рязанской области России. Входит в состав Сотницынского сельского поселения.

## Географическое положение
Село находится в западной части района, на реке Сасовке. Расстояние до райцентра Сасово — 11 км к востоку по асфальтированной дороге. Ближайшая железнодорожная станция Сотницыно — в 3 км к югу по асфальтированной дороге.
Ближайшие населённые пункты:

- Кобяково — в 4 км к северо-востоку по грунтовой дороге;
- Саблино — в 5 км к востоку по асфальтированной дороге;
- Сотницыно — в 4 км к югу по асфальтированной дороге;
- Малое Хреново — в 9 км к северо-западу по грунтовой дороге.

## Природа
Климат умеренно континентальный. Лесостепная зона. Практически отсутствуют естественные леса. Зато сельскохозяйственные угодья разграничены полезащитными лесополосами. Рельеф довольно контрастный. Высота над уровнем моря в пределах жилой зоны составляет 107—130 м. Сильно развитая овражно-балочная сеть. Через село протекает небольшая река Сасовка. Здесь же на её притоке-ручье сооружена плотина и образовано небольшое водохранилище, площадью 2,7 га, шириной до 50 м. Очень высокая доля пашни, ввиду высокого плодородия почвы (чернозём) и отсутствия лесов.

## Население
| 1882 | 1981 | 1989 | 2002 | 2010 |
| ---- | ---- | ---- | ---- | ---- |
| 730  | ↘490 | ↘434 | ↘329 | ↘248 |

## Хозяйство
В доперестроечный период работала крупная молочно-товарная ферма, животноводческий комплекс.
В данное время все окрестности распаханы. Залежных полей нет. Но развитию растениеводства мешает сильнорасчленённый рельеф с системой балок и оврагов

## Инфраструктура
В селе 7 улиц: Молодёжная, Новая, Первомайская, Полевая, Слободка, Советская, Центральная и переулок Центральный.
В село заходит тупиковая асфальтированная дорога, ведущая до бывшей МТФ. Через р. Сасовку построен железобетонный мост, соединяющий две части села. Электроэнергию Верхнее Мальцево получает по тупиковой ЛЭП 10 кВ от подстанции 110/35/10/6 кВ «Сотницыно».

## Интересные факты
- Некогда в окрестностях находились: в 3 км к северо-востоку деревня Алексеевка; в 4 км к западу деревня Кусурово; в 4 км к северо-западу деревня Круглое. Все вышеперечисленные ныне упразднены, строений не существует.

## Фотографии
- Въезд в Верхнее Мальцево